# Dear Boys
Dear Boys (jap. ディア・ボーイズ Dia Bōizu) – manga, której autorem jest Hiroki Yagami. Powstało na jej podstawie dwudziestosześcio odcinkowe anime opowiadające o Aikawie Kazuhiko, nie za wysokim lecz wybitnym koszykarzu, który doprowadził swoje liceum do zwycięstwa rozgrywek narodowych. Zrozumiał jednak, że nie o to mu chodzi. Koszykówka uprawiana w Tendoji miała po prostu prowadzić do zwycięstwa, ale Ai pragnął się nią cieszyć. Dlatego właśnie przeniósł się do Mizuho, gdzie wraz z nową drużyną mógł spełniać wspólne marzenie – dotarcie do finału, grając w koszykówkę taką, którą wszyscy tak bardzo kochali.